# Liste der Kantone im Département Orne
Das Département Orne liegt in der Region Normandie in Frankreich. Es untergliedert sich in drei Arrondissements mit 21 Kantonen (französisch cantons).
Siehe auch: Liste der Gemeinden im Département Orne

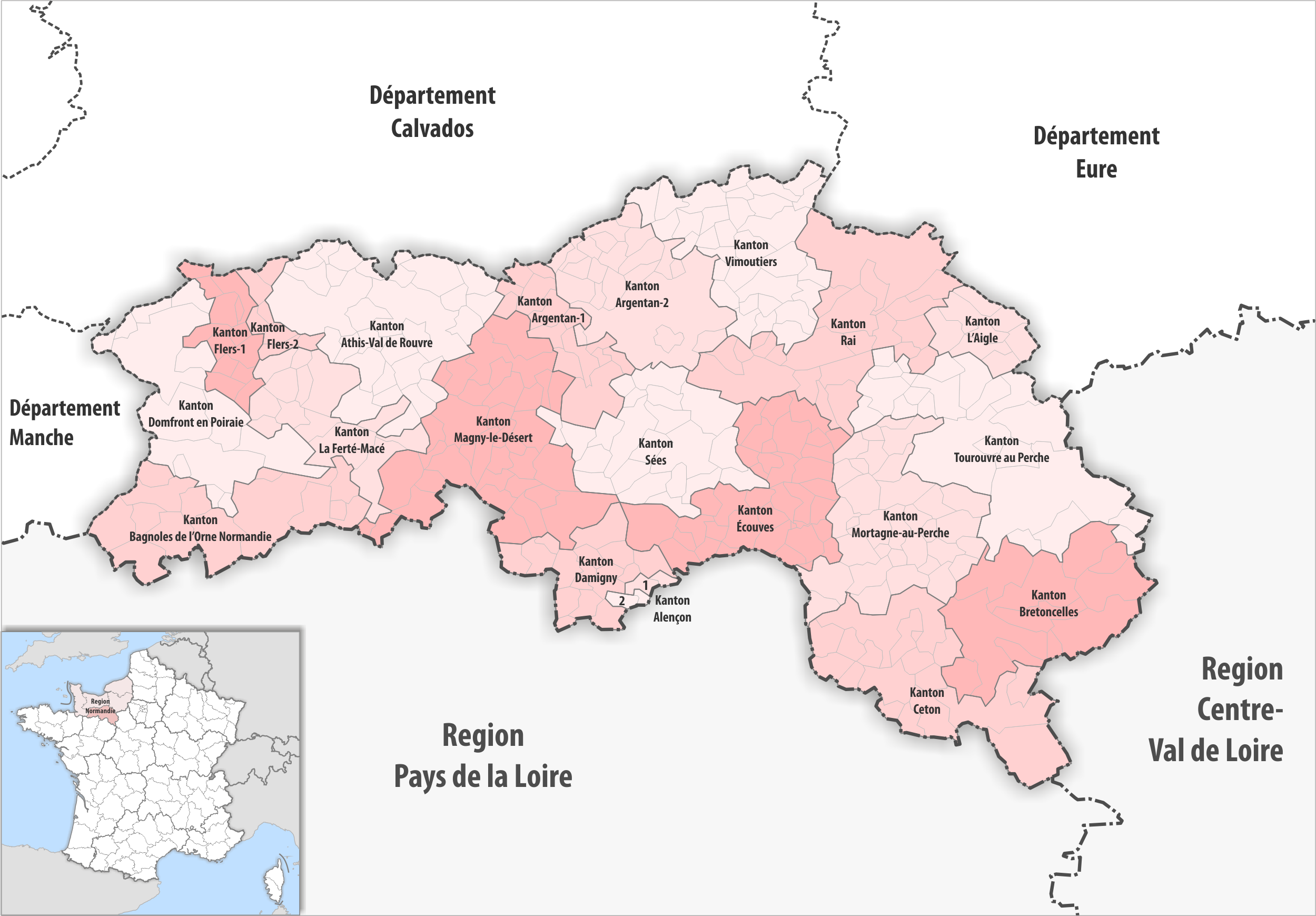
Gemeinden und Kantone im Département Orne

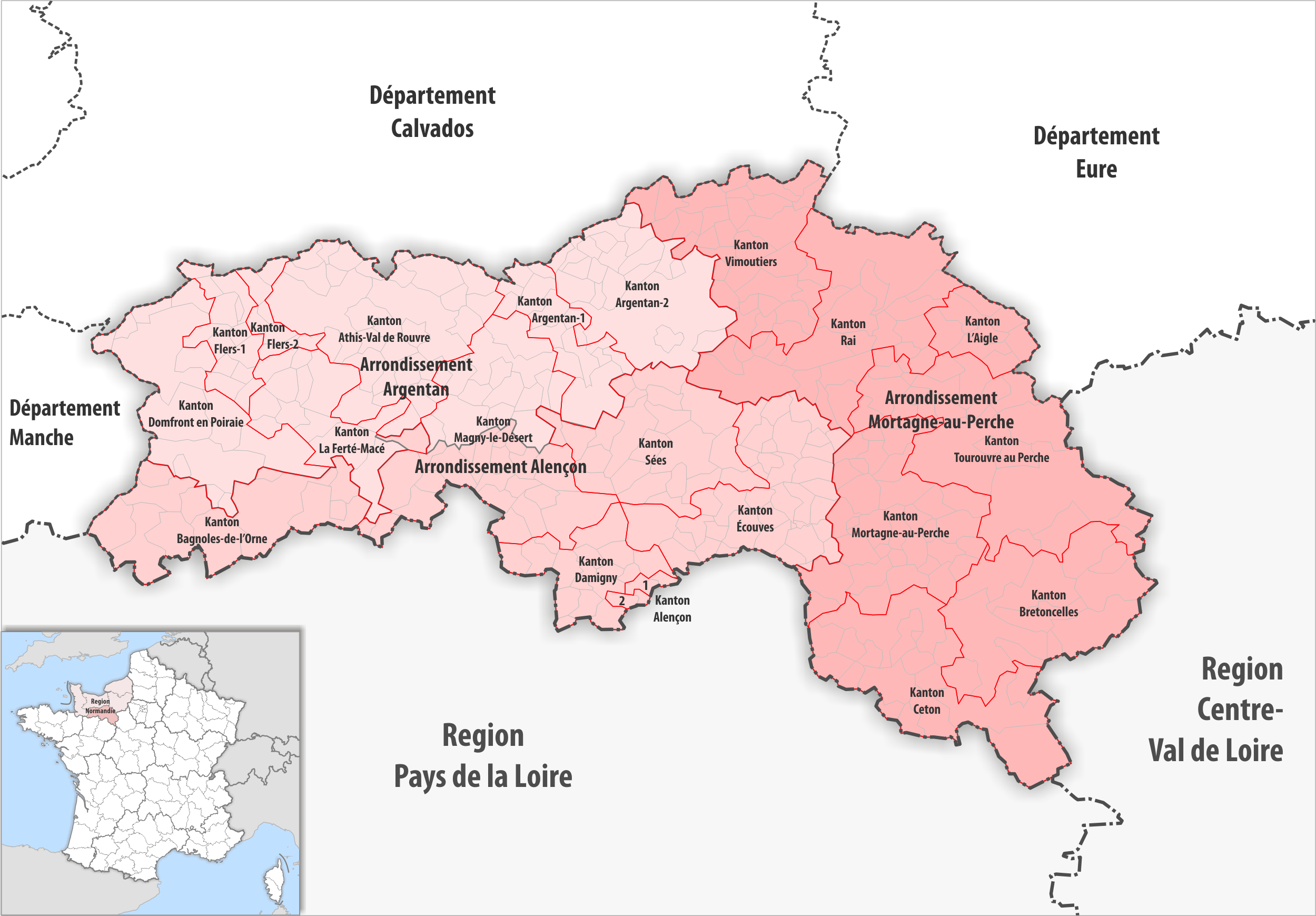
Gemeinden, Arrondissemente und Kantone im Département Orne

| Kanton                       | Gemeinden | Einwohner 1. Januar 2022 | Fläche km² | Dichte Einw./km² | Code INSEE | Arrondissement(e)  |
| ---------------------------- | --------- | ------------------------ | ---------- | ---------------- | ---------- | ------------------ |
| L’Aigle                      | 7         | 12.285                   | 106,39     | 115              | 6101       | Mortagne-au-Perche |
| Alençon-1                    | 1 ⁄2      | 15.926                   | 11,77      | 1.353            | 6102       | Alençon            |
| Alençon-2                    | 1 ⁄2      | 14.242                   | 10,85      | 1.313            | 6103       | Alençon            |
| Argentan-1                   | 14 1⁄2    | 13.361                   | 162,16     | 82               | 6104       | Argentan           |
| Argentan-2                   | 20 1⁄2    | 13.359                   | 329,07     | 41               | 6105       | Argentan           |
| Athis-Val de Rouvre          | 30        | 14.941                   | 458,46     | 33               | 6106       | Argentan           |
| Bagnoles de l’Orne Normandie | 12        | 12.837                   | 335,25     | 38               | 6107       | Alençon            |
| Bretoncelles                 | 12        | 11.057                   | 388,35     | 28               | 6108       | Mortagne-au-Perche |
| Ceton                        | 18        | 12.421                   | 393,98     | 32               | 6109       | Mortagne-au-Perche |
| Damigny                      | 16        | 13.403                   | 173,00     | 77               | 6110       | Alençon            |
| Domfront en Poiraie          | 13        | 14.858                   | 353,00     | 42               | 6111       | Argentan           |
| Écouves                      | 37        | 10.973                   | 372,63     | 29               | 6117       | Alençon            |
| La Ferté-Macé                | 13        | 14.355                   | 221,96     | 65               | 6112       | Alençon, Argentan  |
| Flers-1                      | 12 1⁄2    | 15.112                   | 113,62     | 133              | 6113       | Argentan           |
| Flers-2                      | 6 1⁄2     | 14.908                   | 54,43      | 274              | 6114       | Argentan           |
| Magny-le-Désert              | 35        | 12.608                   | 518,18     | 24               | 6115       | Alençon, Argentan  |
| Mortagne-au-Perche           | 33        | 13.515                   | 402,39     | 34               | 6116       | Mortagne-au-Perche |
| Rai                          | 22        | 12.041                   | 463,62     | 26               | 6118       | Mortagne-au-Perche |
| Sées                         | 21        | 11.217                   | 338,21     | 33               | 6119       | Alençon            |
| Tourouvre au Perche          | 23        | 12.351                   | 534,36     | 23               | 6120       | Mortagne-au-Perche |
| Vimoutiers                   | 32        | 10.374                   | 361,70     | 29               | 6121       | Mortagne-au-Perche |
| Département Orne             | 381       | 276.144                  | 6.103,38   | 45               | 61         | –                  |

## Liste ehemaliger Kantone
Bis zum Neuzuschnitt der französischen Kantone im März 2015 war das Département Orne wie folgt in 40 Kantone unterteilt:
| Arrondissement     | Kantone |
| ------------------ | --- |
| Alençon            | Alençon-1, Alençon-2, Alençon-3, Carrouges, Courtomer, Kanton Domfront, La Ferté-Macé, Juvigny-sous-Andaine, Le Mêle-sur-Sarthe, Passais, Sées                                                            |
| Argentan           | Argentan-Est, Argentan-Ouest, Athis-de-l’Orne, Briouze, Écouché, Exmes, La Ferté-Frênel, Flers-Nord, Flers-Sud, Gacé, Le Merlerault, Messei, Mortrée, Putanges-Pont-Écrepin, Tinchebray, Trun, Vimoutiers |
| Mortagne-au-Perche | L'Aigle-Est, L'Aigle-Ouest, Bazoches-sur-Hoëne, Bellême, Longny-au-Perche, Mortagne-au-Perche, Moulins-la-Marche, Nocé, Pervenchères, Rémalard, Le Theil, Tourouvre                                       |